# Domènec i Gregori d'Aragó
Domènec i Gregori (Aragó, ca. 1300 - Perarrua, Ribagorça, primera meitat del segle XIV) van ésser dos frares aragonesos de l'Orde de Sant Domènec. Morts accidentalment mentre predicaven, se'ls va considerar màrtirs i són venerats com a beats per l'Església catòlica.

## Biografia
Doménec i Gregori eren dos preveres d'Aragó, membres de l'orde dominic. Només se'n coneix que vivien al convent d'Osca i les circumstàncies de la seva mort. Van predicar pels pobles de la Ribagorça, Osca i Barbastre, essent predicadors itinerants, i vivien de les almoines i menjar que els oferien els vilatans.
Un dia, en anar de Besians a Perarrua (Ribargorça), els va sorprendre un gran aiguat i van refugiar-se en una cova a la Peña de San Clemente; arran de les pluges, però, la cova es va enfonsar i els dos frares van morir. Quan els habitants de la zona s'adonen que els frares no han arribat al seu destí, els van cercar i, segons la tradició, uns senyals els indicaren on eren: llums sobre el lloc de la cova, les campanes que van tocar soles, etc., van fer que en trobessin els cossos.

## Veneració
Els veïns de Besians i Perarrua no es posaven d'acord sobre el lloc on enterrar els cossos, que ja es veien com a sants; van col·locar-los sobre un ase i aquest va anar caminant, passant per Perarrua, fins a Besians, a l'església del qual va detenir-se. Van ésser sebollits, doncs, a l'església de Besians, i van començar a ésser venerats com a màrtirs, ja que havien mort essent al servei diví.
A la zona són coneguts com Los Beatos i són festejats el 26 d'abril: era costum, establert per un vot, que almenys una persona de cada casa de Perarrua i els llogarrets de la zona anessin a Besians el dia de la festivitat. El culte popular immemorial va ésser aprovat pel papa Pius IX en 1842, obrint-se el procés de beatificació, que acabà el 17 d'agost de 1854, essent proclamats beats.